# Cepivo Sputnik V COVID-19
Sputnik V (rusko Спутник V) je virusno vektorsko cepivo proti covidu 19, ki ga je razvil Raziskovalni inštitut za epidemiologijo in mikrobiologijo Gamaleja. Rusko ministrstvo za zdravje ga je 11. avgusta 2020 registriralo kot Gam-COVID-Vac (rusko Гам-КОВИД-Вак, latinizirano: Gam-KOVID-Vak), Sputnik V je cepivo na osnovi adenovirusa kot vektorja za učinkovino. »V« v njegovem imenu pomeni črko "v" (za vakcino, to je za cepivo), ne pa rimsko številko.
Gam-COVID-Vac so sprva odobrili za distribucijo v Rusiji in nato v 59 drugih državah (stanje aprila 2021) na podlagi predhodnih rezultatov kliničnih preskušanj faze I–II, dokončno objavljenih 4. septembra 2020. Dovoljenje za Gam-COVID-Vac v začetku avgusta je naletelo na kritike v medijih in razprave v znanstveni skupnosti glede vprašanja, ali je bilo dovoljenje upravičeno, glede na to, da ni bilo na voljo robustnih rezultatov znanstvenih raziskav, ki bi potrjevali varnost in učinkovitost cepiva. 2. februarja 2021 je bila v reviji The Lancet objavljena vmesna analiza testnih rezultatov, ki kaže 91,6-odstotno učinkovitost brez neobičajnih neželenih učinkov.
Množično cepljenje so začeli decembra 2020, med drugim v Rusiji, Argentini, Belorusiji, na Madžarskem, v Srbiji in Združenih arabskih emiratih. Naročenih za takojšnjo rabo je bilo februarja 2021 za več kot milijardo odmerkov cepiva.

## Tehnologija
Gam-COVID-Vac je virusno dvovektorsko cepivo, ki temelji na dveh človeških adenovirusih – virusu prehlada – z genom, ki kodira beljakovino S (koničasti protein) SARS-CoV-2 v celotni dolžini in s tem spodbuja imunski odziv. Cepivo Gam-COVID-Vac je razvila skupina celičnih mikrobiologov vladnega raziskovalnega inštituta za epidemiologijo in mikrobiologijo Gamaleja. Skupino je vodil sodelavec MD in RAS Denis Logunov, ki je delal tudi na cepivih proti virusu ebole in MERS-CoV.
Rekombinantna adenovirusa tipa 26 in 5 se uporabljata v cepivu kot vektorja. Izdelali so ju z biotehnološkimi metodami in vsebujeta cDNA beljakovine S SARS-CoV-2. Obe vrsti cepiva se injicirata v deltoidno mišico: cepivo na osnovi Ad26 se injicira prvi dan, cepivo Ad5 pa 21. dan, za povečanje imunskega odziva.
Tako Ad26 kot Ad5 so odstranili gen E1, tako da se ne moreta razmnoževati. Celice HEK 293, ki imajo za replikacijo virusa potrebni gen E1, proizvedejo velike količine obeh adenovirusov. V redkih primerih lahko Ad5 pridobi gen E1 iz celic HEK 293 in tako sposobnost razmnoževanja obnovi. Podjetje Gamaleja je postavilo sprejemljivo mejo 5000 replikacije zmožnih virusnih delcev na odmerek cepiva, dokumenti nadzora kakovosti pa navajajo, da testirane serije vsebujejo na odmerek manj kot 100 replikacije zmožnih virusnih delcev.
Cepivo je na voljo v dveh oblikah: kot vodna raztopina za takojšnji uporabo, ki je zamrznjena pri običajni temperaturi skladiščenja v zamrzovalniku (−18 °C ali 0 °F ali manj); in kot liofiliziran prašek »Gam-COVID-Vac-Lyo«, katerega temperatura skladiščenja je nad lediščem, 2–8 °C ali 36–46 °F, pri običajni temperaturi hladilnika. Liofiliziran prašek je treba pred uporabo rekonstituirati z vodo.
Proizvodnja zmrznjene tekoče formulacije je bila razvita za široko uporabo ter je cenejša in enostavnejša za izdelavo.
Proizvodnja liofilizirane formulacije potrebuje veliko več časa in sredstev, čeprav je primernejša za skladiščenje in prevoz. Razvili so jo z mislijo na dostavo cepiv v težko dostopna območja Rusije.
Vodja raziskovalnega inštituta Gamaleja Aleksander Ginzburg ocenjuje, da bo velika večina ruskega prebivalstva cepljena v času 9–12 mesecev, če bodo viri znotraj države na voljo.
Za pospešeno cepljenje zunaj Rusije razvijajo tudi Sputnik-Light, različico z enim samim odmerkom. Nudila bo manj zaščite kot različici z dvema odmerkoma, vendar naj bi še vedno dosegla 85-odstotno učinkovitost.

## Klinične raziskave

### Faza I–II
I. faza preskušanja varnosti se je začela 18. junija 2020. 4. septembra 2020 so bili objavljeni podatki o 76 udeležencih v preskušanju faze I–II, s predhodnimi dokazi varnosti in imunskega odziva. Mednarodni znanstveniki o cepivih so izpodbijali rezultate kot nepopolne, sumljive in nezanesljive, saj so za številne udeležence testa navajali enake podatke, vendar so avtorji odgovorili, da je bil vzorec majhen (devet testov), meritve titracije pa so lahko imele samo ločene vrednosti (800, 1600, 3200, 6400). Poleg tega so vrednosti po treh do štirih tednih dosegle plato, tako da trdijo, da ni neverjetno, da bi več udeležencev lahko pokazalo enake rezultate v dneh od 21. do 28.

### Faza III
V začetku novembra 2020 je generalni direktor izraelskega zdravstvenega centra prof. Zeev Rotstein izjavil, da Hadassahova podružnica v moskovskem Inovacijskem centru Skolkovo sodeluje pri kliničnem preskušanju faze III.
Klinična študija faze III, ki trenutno teče, je randomizirano, dvojno slepo, s placebom nadzorovano, večcentrično klinično preskušanje, v katerem sodeluje 40.000 prostovoljcev v Moskvi; trajalo naj bi do maja 2021. V letih 2020–2021 so klinične študije faze III izvajali tudi v Belorusiji, ZAE, Indiji in Venezueli.
2. februarja 2021 so v časniku The Lancet objavili vmesno analizo moskovskega preskušanja, ki kaže na 91,6-odstotno učinkovitost (95-odstotni IZ 85,6–95,2) po drugem cepljenju brez nenavadnih neželenih učinkov. Preskus se je začel 7. septembra 2020 z uporabo zamrznjene tekoče oblike cepiva, analizirani pa so rezultati do 24. novembra 2020. Skupina, starejša od 60 let (najstarejši udeleženec je imel 87 let), je imela v bistvu enako učinkovitost (91,8 %), kot je pri vseh starostnih skupinah. Najmlajši med njimi so bili stari 18 let.
13. aprila 2021 je indijsko zdravstveno ministrstvo sporočilo, da so podatki o varnosti in imunogenosti iz lokalnega preskušanja cepiva Sputnik V primerljivi z rezultati poznega preskusa v Rusiji.

### Preizkusi cepiv Sputnik V in AstraZeneca COVID-19
Ruski sklad za neposredne naložbe (RDIF), Nacionalni center Gamaleja, AstraZeneca in R-Pharm so 21. decembra 2020 podpisali sporazum, namenjen razvoju in izvajanju programa kliničnih raziskav za oceno imunogenosti in varnosti kombinirane uporabe sestavin cepiva Sputnik V, ki ga je razvil Center Gamaleja, in cepiva AZD1222, ki sta ga razvili AstraZeneca in Univerza v Oxfordu. Raziskava bo trajala 6 mesecev v več državah, v vsako od njih pa naj bi vključili 100 prostovoljcev. Ministrstvo za zdravje Azerbajdžanske republike je 9. februarja 2021 dovolilo klinične študije v državi za kombinacije cepiv Sputnik V in AstraZeneca in sporočilo, da bodo s preskusi začeli pred koncem februarja 2021. 20. februarja 2021 so na družbenem omrežju Twitter sporočili, da so se klinični preskusi že začeli.

## Sestava
Gam-COVID-Vac je dvovektorsko cepivo. Aktivna komponenta obeh vektorjev je modificirani (rekombinantni), za replikacijo defekten (pomnoževanja nezmožen) adenovirus različnih serotipov (serotip 26, ki vsebuje (1,0 ± 0,5) × 10 11 delcev gena za prvo, in serotip 5, ki vsebuje (1,0 ± 0,5) × 10 11 delcev gena za drugo cepljenje), ki je bil spremenjen tako, da vključuje gen, ki izraža beljakovine SARS-CoV-2. 
Druge sestavine (pomožne snovi) so v obeh sestavinah količinsko in kakovostno enake:
- tris (hidroksimetil) aminometan
- natrijev klorid (sol)
- saharoza (sladkor)
- magnezijev klorid heksahidrat
- dinatrijev EDTA dihidrat (pufer)
- polisorbat 80
- etanol (95-%)
- voda

Cepivo ne sme vsebovati nobenih drugih adjuvansov in drugih sestavin ali učinkovin.

## Zgodovina
Maja 2020 je Raziskovalni inštitut za epidemiologijo in mikrobiologijo Gamaleja sporočil, da je cepivo razvil brez resnih stranskih učinkov. Do avgusta 2020 sta bili zaključeni I. in II. faza dveh kliničnih preskušanj (v vsako je bilo vključenih po 38 bolnikov). Le v enem od obeh preskušanj so uporabili formulacijo, ki je kasneje pod omejenimi pogoji pridobila dovoljenje za promet. To cepivo je dobilo trgovsko ime Sputnik V, po prvem umetnem satelitu na svetu.
Med predkliničnimi in kliničnimi preskusi je 38 udeležencev, ki so prejeli enega ali dva odmerka cepiva Gam-COVID-Vac, proizvedlo protitelesa proti koničasti beljakovini SARS-CoV-2, med drugim z močnimi nevtralizirajočimi protitelesi, ki inaktivirajo virusne delce. Ruski minister za zdravje Mihail Muraško je 11. avgusta 2020 na vladnem sestanku v prisotnosti predsednika Vladimirja Putina napovedal regulatorno odobritev cepiva za široko uporabo. Državna registracija cepiva je bila izdana »pogojno« z ukrepi v obdobju trženja v skladu z odlokom vlade Ruske federacije. V potrdilu o registraciji cepiva je pisalo, da ga v Rusiji do 1. januarja 2021 ni mogoče široko uporabljati, pred tem pa ga lahko prejme »majhno število državljanov iz ranljivih skupin«, na primer zdravstveno osebje in starejši. Licenco pod registrsko številko ЛП-006395 (LP-006395) je rusko ministrstvo za zdravje izdalo 11. avgusta. Čeprav je bila napoved objavljena, še preden je kandidatno cepivo prišlo v preskušanje III. faze, praksa izdaje pogojnih dovoljenj za promet obstaja tudi v drugih državah. 26. avgusta je bilo izdano dovoljenje št. ЛП-006423 (LP-006423) za liofilizirano formulacijo "Gam-COVID-Vac-Lyo".
Komercialna izdaja Gam-COVID-Vac je bila prvič predvidena za september 2020. Oktobra je Mihail Muraško dejal, da bo Gam-COVID-Vac po uvedbi množične proizvodnje brezplačen za vse ruske državljane. Kasneje je rusko ministrstvo za zdravje za dve komponenti odobrili najvišjo dovoljeno tovarniško ceno, ki znaša 1942 rubljev, in ju vključilo na nacionalni seznam osnovnih zdravil. Obstajali so tudi predlogi za vključitev cepiva v nacionalni program cepljenja v Rusiji.
Po poročilih ruskih medijev so množično proizvodnjo Gam-COVID-Vac začeli 15. avgusta. Do takrat je Ruska federacija že prejela vloge iz 20 držav za dobavo 1 milijarde odmerkov cepiva. S tremi proizvodnimi linijami so lahko proizvedli približno milijon odmerkov na mesec, pri čemer se upa, da bo zmogljivost do zime mogoče podvojiti. Kot pravi predstavnik za stike z javnostjo raziskovalnega inštituta Gamaleja, naj bi do konca leta 2020 proizvedli 3–5 milijonov odmerkov.
Državni premoženjski sklad RDIF in švicarsko farmacevtsko podjetje Adienne sta 9. marca 2021 podpisala sporazum o proizvodnji cepiva v Italiji. Kiril Dmitrijev, vodja RDIF, je za rusko državno televizijo dejal, da je tudi njegov sklad sklenil dogovore s proizvodnimi obrati v Španiji, Franciji in Nemčiji za lokalno proizvodnjo cepiva. Nekaj dni kasneje pa je špansko podjetje izjavilo, da dogovor še ni bil podpisan in da pogajanja še potekajo.

## Znanstvena ocena
Balram Bhargava, direktor indijskega sveta za medicinske raziskave, je dejal, da je Rusiji uspelo pospešiti zgodnje faze preskušanja cepiva proti COVID-19.
11. avgusta 2020 je tiskovni predstavnik Svetovne zdravstvene organizacije (WHO) dejal: »... predhodna kvalifikacija katerega koli cepiva vključuje strog pregled in oceno vseh zahtevanih podatkov o varnosti in učinkovitosti«.
- Pomočnik direktorja SZO je dejal: »Ne morete uporabiti cepiva ali zdravil, ne da bi se v teh fazah upoštevali vsi koraki.«[55]
- Francois Balloux, genetik z univerze University College London, je odobritev ruske vlade Gam-COVID-Vac označil za »nepremišljeno in nespametno odločitev«.[2] Profesor Paul Offit, direktor Centra za izobraževanje o cepivih v otroški bolnišnici v Filadelfiji, je napoved označil za »politični trik« in dejal, da bi lahko nepreizkušeno cepivo bilo zelo škodljivo.[8]

Stephen Griffin, izredni profesor na Medicinski fakulteti Univerze v Leedsu, je dejal, »da smo lahko previdno optimistični, da bodo cepiva, usmerjena proti koničasti beljakovini SARS-CoV2, učinkovala.« Poleg tega se antigen v Sputniku dostavlja na drugačen način, in sicer z uporabo onemogočenega adenovirusa, ne pa s formulirano RNK, kar zagotavlja prožnost v smislu, katero od obeh zagotavlja boljše odzive pri določenih starostnih skupinah, narodnostih itd., in skladiščenje tega cepiva bi moralo biti enostavnejše.
Stephen Evans, profesor farmakoepidemiologije na Londonski šoli za higieno in tropsko medicino, je dejal, da so »podatki [združljivi] s cepivom, ki je razmeroma učinkovito ... Ti rezultati so v skladu s tem, kar vidimo pri drugih cepivih, in kar je res velika novica za znanstvenike na tem področju po svetu: tej bolezni [COVID-19] se je mogoče postaviti po robu s cepivi.«
Julian Tang, klinični virolog z Univerze v Leicesterju, je dejal: »Kljub prejšnjim pomislekom glede načina, kako so rusko cepivo Sputnik V odobrili - pred zadostnimi podatki iz 3. faze -, je bil ta pristop do neke mere upravičen.«
Ian Jones, profesor virologije na Univerzi v Readingu, in Polly Roy, profesorica in predstojnica katedre za virologijo na Londonski šoli za higieno in tropsko medicino, sta v komentarju o rezultatih faze III, objavljenih v Lancetu februarja 2021, dejala: "Razvoju cepivu Sputnik V so očitali neprimerno naglico, izbiro krajšnic in pomanjkanje preglednosti. Toda izid, o katerem poročajo, je jasen in kaže znanstveni princip cepljenja, kar pomeni, da lahko zdaj v boj za zbijanje incidence COVID-19 lahko dodamo še eno cepivo."
Hildegund CJ Ertl, znanstvenica na področju cepiv na Inštitutu Wistar, je rezultate III. faze, objavljene 2. februarja 2021, označila za »odlične«: "Dober varnostni profil, več kot 90-odstotna učinkovitost v vseh starostnih skupinah, 100-odstotna učinkovitost proti hudi bolezni ali smrti, lahko shranite v hladilniku in poceni. Česa drugega bi si še želelli?"
Liofilizirana formulacija Gam-COVID-Vac je podobna cepivu proti črnim kozam, pri čemer se izogiba potrebi po stalni "hladnejši verigi" ali skladiščenju hladne verige - kot je potrebno za cepiva Pfizer-BioNTech in Moderna - in omogoča prevoz na oddaljene lokacije z zmanjšanim tveganjem, da se cepivo okvari.

## Širjenje, cepljenje in odziv v javnosti

### Zgodnji odziv
Javnomnenjska raziskava kanadskih prebivalcev, ki jo je avgusta 2020 opravil Léger, je pokazala, da večina (68 %) ruskega cepiva ne bi sprejela, če bi jim ga ponudili brezplačno, v primerjavi s 14 %, ki so rekli, da bi. Ko so isto vprašanje vprašali Američane, jih 59% ne bi vzelo ruskega cepiva, če bi jim ga ponudili brezplačno, v primerjavi s 24 %, ki so odgovorili z da bi.
Britanski in ameriški uradniki so takrat izjavili, da bo cepivo Gam-COVID-Vac verjetno zavrnjeno zaradi zaskrbljenosti, da običajno strog postopek kliničnega testiranja cepiva ni bil upoštevan. Eden od strokovnjakov za javno zdravje je dejal, da je hitra odobritev Gam-COVID-Vac s strani ruske vlade bila »bližnjica«, ki lahko škoduje zaupanju javnosti, če se izkaže, da cepivo ni varno ali neučinkovito. "Obstaja veliko tveganje, da bi zaupanju v cepiva cepivo, ki je bilo odobreno in nato dokazano škodljivo, škodilo," je izjavil imunolog Peter Openshaw. 
V začetku septembra 2020 se je po raziskavah javnega mnenja le polovica ruskega prebivalstva bila pripravljena dati prostovoljno cepiti.

### V Rusiji
V začetku decembra 2020 so ruske oblasti napovedale začetek obsežnega brezplačnega cepljenja z Gam-COVID-Vac za ruske državljane: program "imunizacija" se je začel 5. decembra 2020 (70 zdravstvenih centrov v Moskvi je omogočilo cepljenja).
Zdravniki in drugi zdravstveni delavci, učitelji in socialni delavci so imeli prednost zaradi največjega tveganja za izpostavljenost bolezni. Starost tistih, ki so prejemali odmerke, je bila sprva omejena na 60 let, kasneje je bila ta omejitev odpravljena.
Potencialni prejemniki so bili takole obveščeni: Delate v izobraževalni ustanovi in ste na prvem mestu za brezplačno cepljenje proti COVID-19. Bolniki dobijo nekaj splošnih zdravstvenih vprašanj, preden dobijo cepivo. Pacientu se izroči informativni list, ki opozori na morebitne neželene učinke, ki da so najverjetneje blagi in trajajo največ nekaj dni. Ljudem z nekaterimi prisotnimi zdravstvenimi stanji, nosečnicam in tistim, ki so imeli zadnja dva tedna bolezni dihal, se cepivo ne daje. Viala s cepivom se vzame iz zamrzovalnika v zdravstvenem centru približno 15 minut pred uporabo.
V začetku decembra 2020 je minister za zdravje Mihail Muraško dejal, da je Rusija cepila več že kot 100.000 ljudi z visokim tveganjem. Štirideset tisoč jih je prostovoljcev v testih III. faze Sputnika V, cepivo je dobilo še dodatno 60.000 zdravnikov in zdravniških sester. Vodja ruskega sklada za neposredne naložbe Kiril Dmitrijev je v intervjuju za BBC dejal, da ruski zdravniki pričakujejo do decembra približno 2 milijonov opravljenih cepljenj proti koronavirusu.
Do začetka decembra 2020 sta družbi Generium (ki jo nadzira Pharmstandard) in Binnopharm (ki jo nadzira AFK Sistema) v velikem obsegu proizvajali Gam-COVID-Vac.
Podpredsednica vlade Tatjana Golikova je 10. decembra napovedala, da bo približno 6.9 milijon odmerkov cepiva Sputnik V pred koncem februarja 2021 v Rusiji prišlo v obtok. Moskovski župan Sergej Sobjanin je napovedal, da bo novoodprti moskovski "R-Pharm" postal vodilni proizvajalec ruskega cepiva proti koronavirusu Sputnik V. Tovarna bo delala s polno zmogljivostjo do 10 milijonov odmerkov na mesec.

### Izven Rusije
Po navedbah ruskega sklada za neposredne naložbe so prejeli naročila za več kot 1,2 milijarde odmerkov cepiva od decembra 2020. Več kot 50 držav je zaprosilo za odmerke, zaloge za svetovni trg pa so dobavili partnerji iz Indije, Brazilije, Kitajske, Južne Koreje, Madžarske in drugih držav. Avgusta 2020 je bilo po navedbah ruskih oblasti vsaj 20 držav, ki so želele dobiti cepivo.
Cepivo je za uporabnike v Rusiji brezplačno. Stroški na odmerek bi bili na mednarodnih trgih pod 10 USD (20 USD za zahtevani dve dozi), kar bi bilo veliko manj, kot stanejo cepiva mRNA drugih proizvajalcev. Vodja sklada Kiril Dmitriev je novinarjem povedal, da bodo leta 2021 več kot 1 milijardo odmerkov cepiva proizvedli zunaj Rusije.
Izraelski medicinski center Hadassah je podpisal komercialni memorandum o soglasju za nabavo 1,5–3 milijonov odmerkov.
- Po navedbah virov The New York Timesa[84] se je Izrael, da bi zagotovil izpustitev izraelskega civilista iz Sirije, strinjal s financiranjem dobave ruskih cepiv COVID-19 za Damask

Argentina se je dogovorila za nakup 25 milijonov odmerkov ruskega cepiva COVID-19, če bodo klinični preskusi uspešni;  cepivo je bilo registrirano in odobreno v Argentini konec decembra 2020. Brazilska zvezna država Bahia je podpisala sporazum o izvedbi III. faze kliničnih preskusov za cepivo Sputnik V in namerava kupiti 50 milijonov odmerkov za trg na severovzhodu Brazilije.
21. januarja 2021 je argentinski predsednik Alberto Fernández postal prvi latinskoameriški vodilni politik, ki se je dal cepiti s Sputnikom V, kmalu po tem, ko so cepivo odobrili za uporabo v državi. Dva meseca po cepljenju je imel vročino in glavobol ter testiral pozitivno na COVID-19. Deset dni pozneje je bil brez znakov, tako da so ga odpustili z zdravljenja, ki je običajno za nekdanje bolnike s COVID-19, in se je vrnil nazaj na svoje delovno mesto.
Zaradi zamude pri dostavi odmerkov iz Italije in Evropske unije je San Marino uvozil odmerke cepiva Sputnik V (brez odobritve EMA) in 28. februarja začel z množičnim cepljenjem svojih zdravstvenih delavcev.
Odbor za zdravila za uporabo v humani medicini (CHMP) EMA je začel tekoči pregled cepiva Sputnik V COVID-19 (Gam-COVID-Vac), ki ga je razvil ruski Nacionalni center za epidemiologijo in mikrobiologijo Gamaleja.
Na vprašanje o možnosti, da bo Avstrija odobrila Sputnik V (kot so se odločile nekatere druge evropske države), je predsednica uprave EMA Christa Wirthumer-Hoche na ORF izjavila: »To spominja malo na rusko ruleto. Močno bi odsvetovala državno dovoljenje za nujne primere,« in pri tem poudarila, da še ni dovolj podatkov o varnosti o tistih, ki so že dobili cepivo. »Sputnik V bi lahko imeli na trgu v prihodnosti, ko bomo preučili potrebne podatke,« je dejala in dodala, da mora cepivo ustrezati evropskim merilom glede nadzora kakovosti in učinkovitosti.
Raven cepljenja v Rusiji je pod stopnjo drugih razvitih držav (od marca 2021). Rusija sklepa dogovore za dobavo cepiva v tujino.
14. aprila 2021 se je Armenija z Rusijo dogovorila o nakupu 1 milijona odmerkov cepiva Sputnik V. Tako je odločila armenska ministrica za zdravje Anahit Avanesyan. Armenske oblasti so začele pogajanja z Rusijo o proizvodnji cepiva Sputnik V. To je sporočila ministrica na novinarski konferenci 12. marca 2021.

#### Dovoljenje za nujno uporabo
Decembra 2020 sta Belorusija in Argentina izdali dovoljenje za uporabo v sili za cepivo na osnovi vektorja. Madžarska je 21. januarja 2021 postala prva država Evropske unije, ki je cepivo registrirala za nujno uporabo, poleg tega Združeni arabski emirati v zalivski regiji.
Po navedbah RDIF so ruske oblasti 19. januarja 2021 zaprosile za registracijo Sputnika V v Evropski uniji. Evropska agencija za zdravila (EMA) je 10. februarja sporočila, da »niso prejeli vloge za tekoči pregled ali za dovoljenje za promet s cepivom«. Razvijalci cepiva so samo izrazili svojo željo, da se cepivo vključi v tekoči pregled, vendar morata Odbor za zdravila za človeška zdravila (CHMP) in COVID-19 EMA Pandemic Task Force (COVID-ETF) najprej dati soglasje, šele potem lahko razvijalci predložijo svojo vlogo za začetek postopka tekočega pregleda. 4. marca 2021 je Odbor za zdravila za uporabo v humani medicini (CHMP) pri EMA začel tekoči pregled Sputnika V. Prosilec za EU je R-Pharm Germany GmbH.
Uporabo v nujnih primerih so dovolili tudi v Alžiriji, Boliviji, Srbiji, na palestinskih ozemljih in v Mehiki.
Iran je 25. januarja 2021 cepivo odobril, zunanji minister Mohammad Javad Zarif pa je dejal, da država upa, da bo začela z nabavami in skupno izdelavo cepiva »v bližnji prihodnost«, potem ko je vrhovni voditelj ajatola Ali Hamnei vladi prepovedal uvoz cepiv iz Združenih držav in Združeno kraljestvo.
Tudi Češka republika razmišlja o nakupu Sputnika V, premier Andrej Babiš pa je razrešil ministra za zdravje Jana Blatnega, ki je bil glasen nasprotnik uporabe Sputnika V.
18. marca 2021 so nemški regionalni voditelji, med drugimi premieri dežel in župan Berlina pozvali Evropsko agencijo za zdravila, da zaradi akutnega pomanjkanja učinkovitih cepiv v Evropi hitro odobri rusko cepivo. Tudi nemški medicinski strokovnjaki so priporočili, da se cepivo odobri, menijo, da je cepivo Sputnik  »dobro zasnovani« in »zelo varno«.
19. marca 2021 je filipinska uprava za hrano in zdravila izdala dovoljenje za nujno uporabo zdravila Sputnik V, četrtega cepiva COVID-19, ki je dobilo dovoljenje. Filipinska vlada je nameravala kupiti 20 milijonov odmerkov cepiva.
12. aprila 2021 je Indija na podlagi robustnih podatkov o imunogenosti odobrila uporabo cepiva Sputnik V COVID-19 za nujne primere.
Do 12. aprila 2021 je 62 držav izdalo dovoljenje za uporabo Sputnika V za nujne primere.
27. aprila 2021 je Bangladeš odobril cepivo Sputnik V za nujno uporabo.
Turčija in Albanija sta 30. aprila 2021 odobrili uporabo cepiva Sputnik V za nujno uporabo.

##### Slovaška
1. marca 2021 je Slovaška kupila 2 milijonov odmerkov cepiva Sputnik V. Slovaška je prejela prvo serijo 200.000 cepiv, marca in aprila pa naj bi prejela še 800.000 odmerkov. Še 1 milijon doz naj bi prispel maja in junija.
Slovaški regulator za zdravila je 8. aprila sporočil, da cepivo Sputnik V, ki so ga dobili, "nima istih značilnosti in lastnosti" kot različica, ki jo je podprl The Lancet. Slovaški državni inštitut za nadzor zdravil je navedel, da Sputnik V še ni odobren za uporabo, saj se je prvih 200.000 odmerkov, prejetih 31. marca, razlikovalo od izdelka, ki ga trenutno pregleduje EMA, in od cepiva, ki so ga uporabili v študijah, objavljenih v The Lancet. Proizvajalci niso odgovorili na zahteve za dokumentacijo, približno 80% podatkov tudi po večkratnih zahtevah niso poslali. Zaradi neskladnosti varnosti in učinkovitosti cepiva ni bilo mogoče preveriti.
Slovaški premier Igor Matovič je 30. marca odstopil zaradi politične krize, do katere je prišlo ob naročilu cepiva Sputnik V. 6. aprila 2021 je RDIF zahteval, da se dobavljena prva serija cepiva zaradi  »večkratnih kršitev pogodbe«vrne.
Slovaško ministrstvo za zdravje je 29. aprila 2021 objavilo pogodbo za Sputnik V. V skladu s pogodbo RDIF kot prodajalec ne odgovarja za morebitne neželene dogodke cepiva in njegovo učinkovitost. Po besedah slovaških odvetnikov je pogodba za Slovaško izrecno neugodna.
Ruski sklad za neposredne naložbe je 8. maja 2021 časopisu Denník N poslal zahtevo, da odstrani izjave regulatorja za zdravila, ki jih je označil za neutemeljene in lažne novice. RDIF je časopisu zagrozil s sodnim pregonom, če zahteve ne bodo izpolnili do 9. maja. Uredniki Denníka N so zahtevo zavrnili.

##### Brazilija
26. aprila 2021 je brazilski zdravstveni regulator Anvisa zavrnil uporabo zdravila Sputnik V zaradi pomanjkanja doslednih in zanesljivih podatkov in zaradi prisotnosti replicirajočega adenovirusa v cepivu. Uradni račun za RDIF in Sputnik V na Twitterju je izjavil, da je odločitev lahko politično motivirana, pri tem pa opozarja na nedavno poročilo, da je vlada ZDA poskušala prepričati Brazilijo, da cepivo zavrne. Več brazilskih zveznih držav na severu in severovzhodu je že podpisalo pogodbe za nakup več kot 30 milijonov odmerkov. Anvisa je svojo odločitev pripisala številnim vprašanjem z vzorci, ki jih je Gamaleja dala na voljo za akreditacijo:
- dejansko se je vektor adenovirusa lahko v vseh vzorcih repliciral, kljub izjavi proizvajalca, da je bil onesposobljen
- metodologija, ki jo je Gamaleja uporabila za preverjanje odziva imunskega sistema, je bila nezanesljiva, dostavljena dokumentacija pa je onemogočila metodologijo preveriti
- postopek registracije škodljivih učinkov je bil nezadovoljiv
- delegacija Anvise ni smela v laboratorij Gamaleja na pregled
- vse predstavljene študije so bile izvedene na odmerkih cepiv, proizvedenih v laboratoriju, namesto v proizvodnem obratu, ki dobavlja cepivo za množični trg, zaradi česar rezultati niso reprezentativni
- Anvisa je v eni od tovarn v Rusiji odkrila vprašljive razmere, ki bi lahko vplivale na sterilnost odmerkov.[138]

29. aprila 2021 so razvijalci Sputnika V izjavili, da je Anvisa priznala, da cepiva Sputnik V ni testirala in da bodo Anviso v Braziliji tožili zaradi obrekovanja. Na tiskovni konferenci so predstavniki Anvise povedali, da dokumenti Gamaleje same v več primerih kažejo na prisotnost replikacije zmožnih adenovirusov (RCA) v pripravljenih serijah cepiv in da so specifikacije sprejele raven RCA, ki je 300-krat večja od katerega koli drugega regulativnega praga. Anvisa je predstavila videoposnetek srečanja s predstavniki iz Rusije in Brazilije, kjer je predstavnik Rusije na vprašanje o prisotnosti RCA poročal o težavah s celicami in dejal, da bi lahko cepivo ponovno razvili, vendar bi trajalo predolgo, zato razvijalci so se namesto tega odločili, da bodo nadaljevali raziskave in uvedli sprejemljivo raven RCA. Virologinja Angela Rasmussen je to težavo opisala kot vprašanje nadzora kakovosti, ki za zdrave ljudi ni pomembno, saj adenovirusi niso pomembni patogeni, dodala pa je, da lahko pri imunsko oslabelih osebah to povzroči resne škodljive učinke. Kemik zdravil Derek Lowe je komentiral, da prisotnost replicirajočih se adenovirusov verjetno ne bo povzročila večjih težav, vendar je popolnoma nepotrebno tveganje, ki bo nekaterim zagotovo škodovalo. Dobaviti izdelek, ki je različen od izdelka, opisanega v študijah, spodkopava verodostojnost vseh postopkov proizvodnje in nadzora kakovosti. Dodal je, da nekatere objave na uradnem računu Sputnik V na Twitterju predstavljajo agresivno politično trženje, nekatere med njimi pa vsebujejo neveljavne trditve glede učinkovitosti konkurenčnih cepiv, kot je cepivo Pfizer-BioNTech. Anvisa je dejala, da je prepoved uvoza mogoče razveljaviti, če Gamaleja razjasni vprašanja. Adenovirusne okužbe pri zdravih posameznikih povzročajo le blag prehlad, lahko pa pri imunsko pomanjkljivih posameznikih povzročijo smrtno nevarne bolezni. Direktor Inštituta za javno zdravje v Čilu (ISP) Heriberto Garcia je dejal, da cepiva ISP ne bi zavrnil, tudi ko bi vseboval replicirajoče se adenoviruse, ker je tveganje za prehlad zaradi cepiva treba primerjati z nevarnostjo okužbe s Covid-19, če se ne cepi. Dejal je tudi, da podatki iz Argentine in Mehike iz resničnega sveta niso pokazali nobenih škodljivih učinkov, ki bi se razlikovali od učinkov, ki so jih opazili pri ljudeh, cepljenih s cepivom Pfizer-BioNTech ali CoronaVac.

#### Proizvodnja
Od marca 2021 je Ruski sklad za neposredne naložbe (RDIF) dovolil proizvodnjo v Indiji, na Kitajskem, v Južni Koreji in Braziliji. V EU je RDIF podpisal proizvodne sporazume s podjetji v Nemčiji in Franciji, ki jih mora odobriti Evropska agencija za zdravila, in je v pogajanjih s španskim in švicarskim/italijanskim podjetjem. Do konca marca 2021 RDIF predvideva, da bo 33 milijonov odmerkov proizvedenih v Rusiji, od teh jih bodo manj kot 5 % izvozili.
Dogovor o proizvodnji več kot 100 milijon odmerkov cepiva v Indiji je bil narejen z laboratoriji dr. Reddy's, ki je 11. januarja 2021 indijskemu regulatorju predložila podatke o preskusih srednje faze in priporočila prehod na preskuse kasne faze. RDIF je napovedal, da namerava prodati 100 milijonov odmerkov v Indijo, 35 milijonovov v Uzbekistan in 32 milijonov v Mehiko, poleg tega 25 milijonov v Nepal in Egipt. V Indiji so prvi odmerek cepiva Sputnik V prejeli 14. maja 2021 v Hyderabadu.
Marca 2021 je italijansko-ruska gospodarska zbornica objavila, da bo Italija prva država EU, ki bo po licenci izdelovala cepivo COVID-19 z dvema odmerkoma. Od julija do konca leta 2021 namerava italijansko-švicarska farmacevtska družba Adienne v italijanskem Caponagu proizvesti 10 milijon odmerkov. Napoved je bila objavljena v času pomanjkanja cepiv v Evropi, cepivo Sputnik V pa je bilo še vedno v postopku Evropske agencije za zdravila. Ruske oblasti so sporočile, da jim bodo lahko za evropske države zagotovile skupno 50 milijonov doz od junija 2021 dalje.
Cepivo Sputnik V, ki ga bodo proizvajali v Južni Koreji, ne bo za domačo uporabo. Cepivo naj bi izvozili v Rusijo, Alžirijo, Argentino, Madžarsko, Iran in Združene arabske emirate.
Argentina bo prva država Latinske Amerike, ki bo proizvajala cepivo.  Obsežna proizvodnja naj bi se začela junija 2021.
Turčija bo Sputnik V začela proizvajati leta 2021.
4. junija je bila ob 17.30 zagnana proizvodnja cepiva Sputnik V tudi v beograjskem institutu Torlak. Tako je Srbija postala prva država, ki to cepivo sama proizvaja. Slovesnosti je preko spleta prisostvoval tudi Vladimir Putin. Tako naj bi v 6 mesecih proizvedli 250 tisoč odmerkov cepiva, ki bo sprva namenjeno domačemu trgu.